# ADAMS
ADAMS（英語：的缩写，也称MD ADAMS），是由美国Mechanical Dynamics Inc.公司开发的集建模、求解、可视化技术于一体的虚拟样机软件，是目前世界上使用最多的机械系统仿真分析软件。这套软件可以产生复杂机械系统的虚拟样机，真实地仿真其运动过程，并快速地分析比较多参数方案，以获得优化的工作性能，从而减少物理样机制造及试验次数，提高产品设计质量并缩短产品研制周期和费用。这套软件在机械制造、汽车交通、航空航天、铁道、兵器、石油化工等领域都得到应用。
ADAMS软件包含FORTRAN和C++两个版本的求解器，前者兼容性较好，而后者功能较全面。其标准版包含以下几个基本模块：
- Adams/Solver
- Adams/View
- Adams/Postprocessor
- Adams/Insight
- Adams/Exchange
- Adams/Linear
- Shared Memory Parallel (SMP)

以及进阶模块
- Adams/Flex
- Adams/ViewFlex
- Adams/Durability
- Adams/Vibration
- Adams/Vibration solver
- Adams/Controls
- Adams/Machinery